# 러프버러

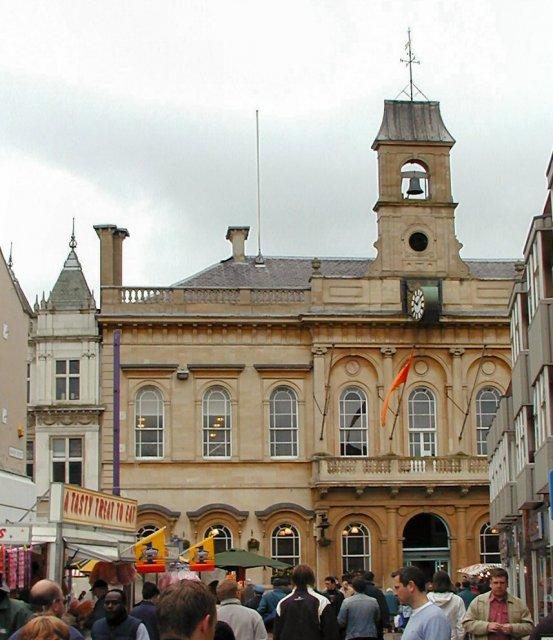
러프버러 시청

러프버러(영어: Loughborough, i/ˈlʌfbərə/)는 영국 잉글랜드 레스터셔주의 도시이다.